# Saint-Michel-de-Veisse
Pour les articles homonymes, voir Saint-Michel.
Saint-Michel-de-Veisse est une commune française située dans le département de la Creuse, en région Nouvelle-Aquitaine.

## Géographie

### Généralités
Dans la moitié sud du département de la Creuse, la commune de Saint-Michel-de-Veisse s'étend sur 15,57 km2. Elle est arrosée par la Gosne — affluent du Taurion — qui prend sa source sur la commune au lieu-dit les Mouillères et par le Maneyrau (ou Voutouéry), un affluent de la Creuse.
L'altitude minimale, 539 mètres, se trouve localisée au nord, là où le Maneyrau quitte la commune et entre sur celle de Saint-Sulpice-les-Champs. L'altitude maximale avec 681 mètres est située au sud-est, près du menhir appelé Pierre Courbe..
À l'intersection des routes départementales (RD) 32 et 55, le bourg de Saint-Michel-de-Veisse est situé, en distance orthodromique, neuf kilomètres à l'ouest d'Aubusson.
La commune est également desservie par les RD 7, 16  et 941.
Un tronçon commun aux sentiers de grande randonnée GR 4 et GR 46 traverse le territoire communal sur plus de six kilomètres, passant devant la chapelle de la Borne et la croix de carrefour du XVIe siècle.

### Communes limitrophes

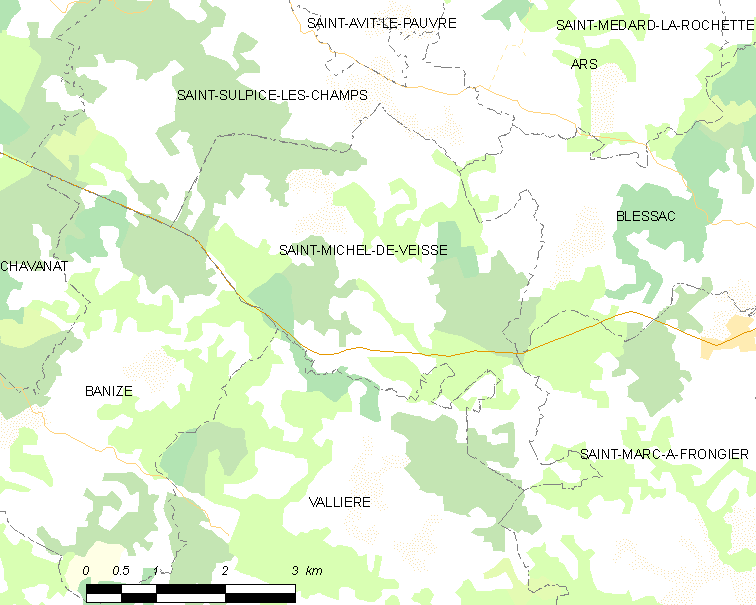
Carte de Saint-Michel-de-Veisse et des communes avoisinantes.

Saint-Michel-de-Veisse est limitrophe de cinq autres communes.
Au nord, son territoire est distant de moins de 400 mètres de celui de Saint-Avit-le-Pauvre.
|        | Saint-Sulpice-les-Champs |                       |
| Banize | Saint-Michel-de-Veisse   | Blessac               |
|        | Vallière                 | Saint-Marc-à-Frongier |

### Climat
Pour des articles plus généraux, voir Climat de la Nouvelle-Aquitaine et Climat de la Creuse.
Historiquement, la commune est exposée à un climat montagnard.  
En 2020, Météo-France publie une typologie des climats de la France métropolitaine dans laquelle la commune est exposée à un climat de montagne et est dans la région climatique  Ouest et nord-ouest du Massif Central, caractérisée par une pluviométrie annuelle de 900 à 1 500 mm, maximale en automne et en hiver.
Pour la période 1971-2000, la température annuelle moyenne est de 9,3 °C, avec une amplitude thermique annuelle de 15,1 °C. Le cumul annuel moyen de précipitations est de 1 194 mm, avec 13,4 jours de précipitations en janvier et 8,5 jours en juillet. Pour la période 1991-2020, la température moyenne annuelle observée sur la station météorologique la plus proche, située sur la commune d'Aubusson à 9 km à vol d'oiseau, est de 10,1 °C et le cumul annuel moyen de précipitations est de 939,1 mm,. Pour l'avenir, les paramètres climatiques de la commune estimés pour 2050 selon différents scénarios d'émission de gaz à effet de serre sont consultables sur un site dédié publié par Météo-France en novembre 2022.

## Urbanisme

### Typologie
Au 1er janvier 2024, Saint-Michel-de-Veisse est catégorisée commune rurale à habitat très dispersé, selon la nouvelle grille communale de densité à 7 niveaux définie par l'Insee en 2022.
Elle est située hors unité urbaine. Par ailleurs la commune fait partie de l'aire d'attraction d'Aubusson, dont elle est une commune de la couronne,. Cette aire, qui regroupe 34 communes, est catégorisée dans les aires de moins de 50 000 habitants,.

### Occupation des sols
L'occupation des sols de la commune, telle qu'elle ressort de la base de données européenne d’occupation biophysique des sols Corine Land Cover (CLC), est marquée par l'importance des territoires agricoles (51,8 % en 2018), en augmentation par rapport à 1990 (48,3 %). La répartition détaillée en 2018 est la suivante : 
forêts (48,2 %), prairies (32,1 %), zones agricoles hétérogènes (18,1 %), terres arables (1,7 %). L'évolution de l’occupation des sols de la commune et de ses infrastructures peut être observée sur les différentes représentations cartographiques du territoire : la carte de Cassini (XVIIIe siècle), la carte d'état-major (1820-1866) et les cartes ou photos aériennes de l'IGN pour la période actuelle (1950 à aujourd'hui).

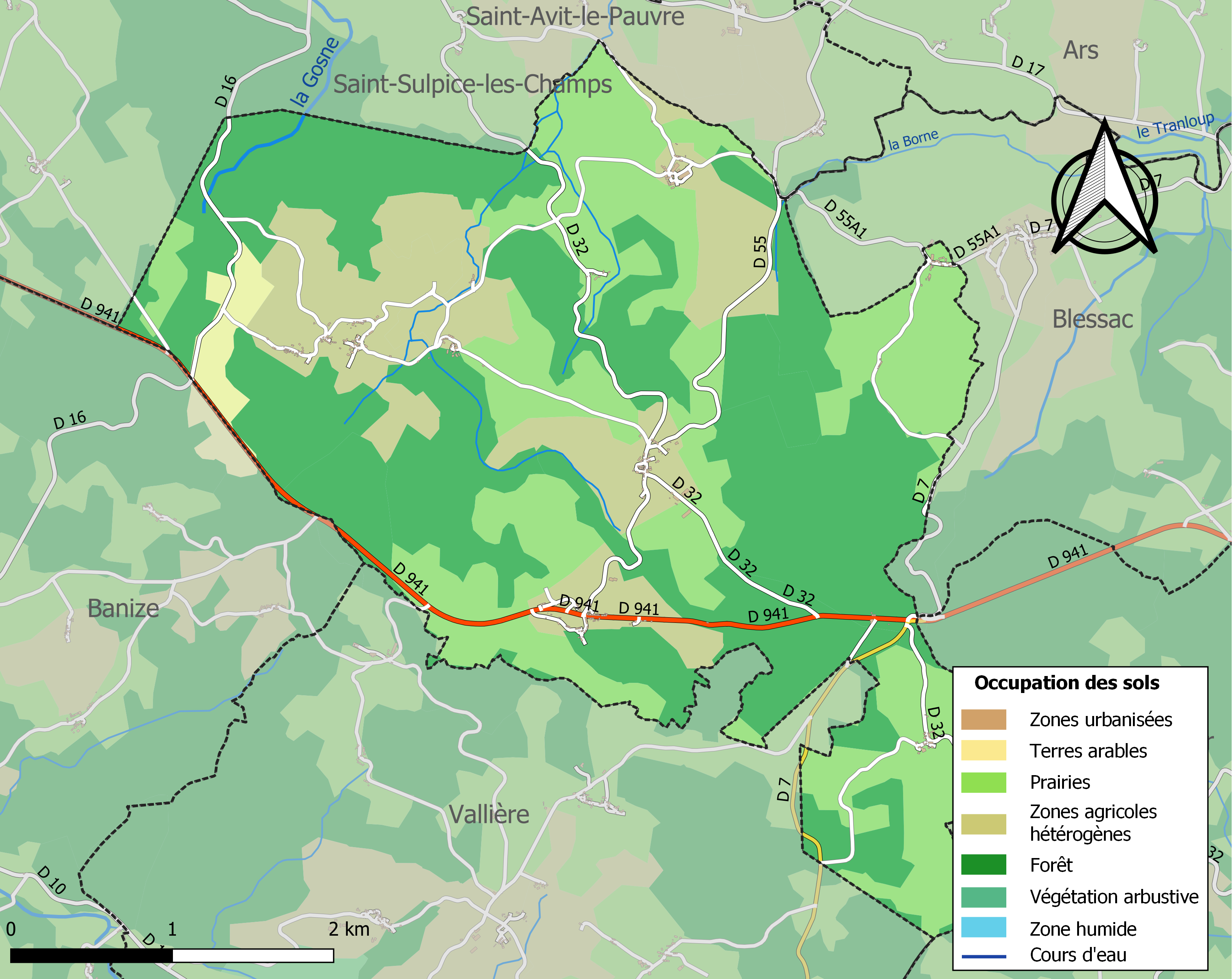
Carte des infrastructures et de l'occupation des sols de la commune en 2018 (CLC).

#### Transports en commun
- Réseau TransCreuse

### Risques majeurs
Le territoire de la commune de Saint-Michel-de-Veisse est vulnérable à différents aléas naturels : météorologiques (tempête, orage, neige, grand froid, canicule ou sécheresse) et séisme (sismicité faible). Il est également exposé à un risque particulier : le risque de radon. Un site publié par le BRGM permet d'évaluer simplement et rapidement les risques d'un bien localisé soit par son adresse soit par le numéro de sa parcelle.

#### Risques naturels

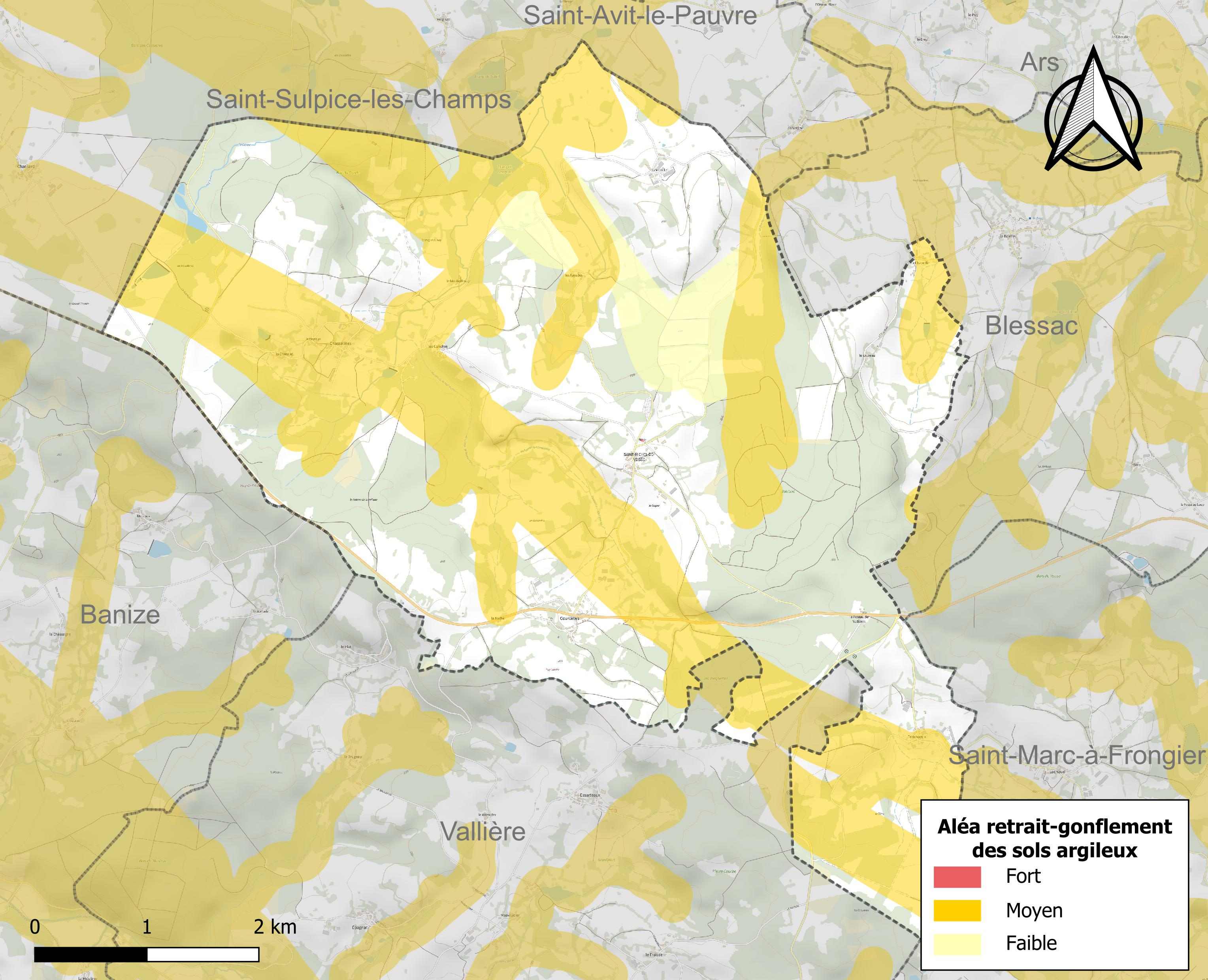
Carte des zones d'aléa retrait-gonflement des sols argileux de Saint-Michel-de-Veisse.

Le retrait-gonflement des sols argileux est susceptible d'engendrer des dommages importants aux bâtiments en cas d’alternance de périodes de sécheresse et de pluie. 43,1 % de la superficie communale est en aléa moyen ou fort (33,6 % au niveau départemental et 48,5 % au niveau national). Sur les 134 bâtiments dénombrés sur la commune en 2019, 64 sont en aléa moyen ou fort, soit 48 %, à comparer aux 25 % au niveau départemental et 54 % au niveau national. Une cartographie de l'exposition du territoire national au retrait gonflement des sols argileux est disponible sur le site du BRGM,.
Par ailleurs, afin de mieux appréhender le risque d’affaissement de terrain, l'inventaire national des cavités souterraines permet de localiser celles situées sur la commune.
La commune a été reconnue en état de catastrophe naturelle au titre des dommages causés par les inondations et coulées de boue survenues en 1982 et 1999. Concernant les mouvements de terrains, la commune a été reconnue en état de catastrophe naturelle au titre des dommages causés par la sécheresse en 2019 et par des mouvements de terrain en 1999.

#### Risque particulier
Dans plusieurs parties du territoire national, le radon, accumulé dans certains logements ou autres locaux, peut constituer une source significative d’exposition de la population aux rayonnements ionisants. Certaines communes du département sont concernées par le risque radon à un niveau plus ou moins élevé. Selon la classification de 2018, la commune de Saint-Michel-de-Veisse est classée en zone 3, à savoir zone à potentiel radon significatif.

## Toponymie
En occitan marchois, la commune porte le nom de Sent Micháu de Vaissa.

## Histoire
À l’arrivée des Allemands par la route du Poteau en 1943, les habitants du hameau de Courcelles se sont réfugiés à La Roche, point culminant du village en retrait des habitations entourées de champs.
Pendant l'après-guerre, il y a eu jusqu'à cinq bistrots à Courcelles, dont un qui faisait bureau de tabac. En 2018, le hameau compte 22 habitants appelés les Courcellauds, dont beaucoup sont éleveurs. Il reste un bistrot.

## Politique et administration

### Liste des maires
| Période                                  | Période   | Identité          | Étiquette | Qualité                                                 |
| ---------------------------------------- | --------- | ----------------- | --------- | ------------------------------------------------------- |
| Les données manquantes sont à compléter. |           |                   |           |                                                         |
|                                          |           |                   |           |                                                         |
| avant 1988                               | ?         | Camille Trunde    |           |                                                         |
|                                          |           |                   |           |                                                         |
| mars 2001                                | mars 2008 | Pascal Gorse      |           |                                                         |
| mars 2008                                | mars 2014 | Michel Bounaud    |           |                                                         |
| mars 2014 (réélue en mai 2020)           | En cours  | Catherine Defemme | UMP-LR    | Conseillère départementale du canton d'Ahun depuis 2015 |

Catherine Defemme a été élue conseillère départementale en mars 2015 et est la 2e vice-présidente du conseil départemental de la Creuse.

## Démographie
L'évolution du nombre d'habitants est connue à travers les recensements de la population effectués dans la commune depuis 1793. Pour les communes de moins de 10 000 habitants, une enquête de recensement portant sur toute la population est réalisée tous les cinq ans, les populations de référence des années intermédiaires étant quant à elles estimées par interpolation ou extrapolation. Pour la commune, le premier recensement exhaustif entrant dans le cadre du nouveau dispositif a été réalisé en 2006.

En 2022, la commune comptait 166 habitants, en évolution de +1,84 % par rapport à 2016 (Creuse : −3,32 %, France hors Mayotte : +2,11 %).
| 1793 | 1800 | 1806 | 1821 | 1831 | 1836 | 1841 | 1846 | 1851 |
| ---- | ---- | ---- | ---- | ---- | ---- | ---- | ---- | ---- |
| 714  | 680  | 730  | 631  | 648  | 694  | 656  | 637  | 665  |

| 1856 | 1861 | 1866 | 1872 | 1876 | 1881 | 1886 | 1891 | 1896 |
| ---- | ---- | ---- | ---- | ---- | ---- | ---- | ---- | ---- |
| 649  | 591  | 588  | 592  | 630  | 536  | 561  | 655  | 559  |

| 1901 | 1906 | 1911 | 1921 | 1926 | 1931 | 1936 | 1946 | 1954 |
| ---- | ---- | ---- | ---- | ---- | ---- | ---- | ---- | ---- |
| 546  | 564  | 547  | 510  | 514  | 392  | 387  | 341  | 333  |

| 1962 | 1968 | 1975 | 1982 | 1990 | 1999 | 2006 | 2011 | 2016 |
| ---- | ---- | ---- | ---- | ---- | ---- | ---- | ---- | ---- |
| 294  | 268  | 200  | 204  | 177  | 177  | 162  | 173  | 163  |

| 2021 | 2022 | - | - | - | - | - | - | - |
| ---- | ---- | - | - | - | - | - | - | - |
| 164  | 166  | - | - | - | - | - | - | - |

## Culture locale et patrimoine

### Lieux et monuments
- L'église paroissiale Saint-Michel-Archange-et-Saint-Blaise de Saint-Michel-de-Veisse, dont les origines se situent au XIIe siècle, a été pratiquement entièrement refaite au XVIe avec des reprises au XVIIIe siècle.
- Quatre kilomètres à l'ouest du bourg a été édifiée la chapelle Notre-Dame de la Borne[Note 3]. Elle fut bâtie sur ordre de Charles d'Aubusson, seigneur de la Borne, sur l'emplacement d'une chapelle antérieure du XIIIe siècle. Le portail extérieur est surmonté par ses armoiries, ainsi que par celles de François de Viersat, abbé de Chambon. La chapelle fut consacrée en 1524. À l'intérieur, au-dessus de l'autel, une remarquable verrière datée de 1522, don de François de Viersat, représente l'arbre de Jessé (la généalogie de la Vierge)[25]. La chapelle est classée au titre des monuments historiques en 1921[26].
- Un peu plus à l'ouest, une croix de carrefour du XVIe siècle a été classée au titre des monuments historiques en 1920[27]. Au vu de la carte IGN du Géoportail[28], elle semble se situer sur Blessac. En fait, comme le montre le cadastre, elle fait partie de la commune de Saint-Michel-de-Veisse, devant la parcelle 47, en bordure de la route menant au Cruzeau[29].
- Au village de Chasselines, la maison du Geste et de l'Outil valorise le monde rural. Dans une ancienne propriété agricole, de nombreux outils ont pris place, permettant de retrouver les gestes des anciens.

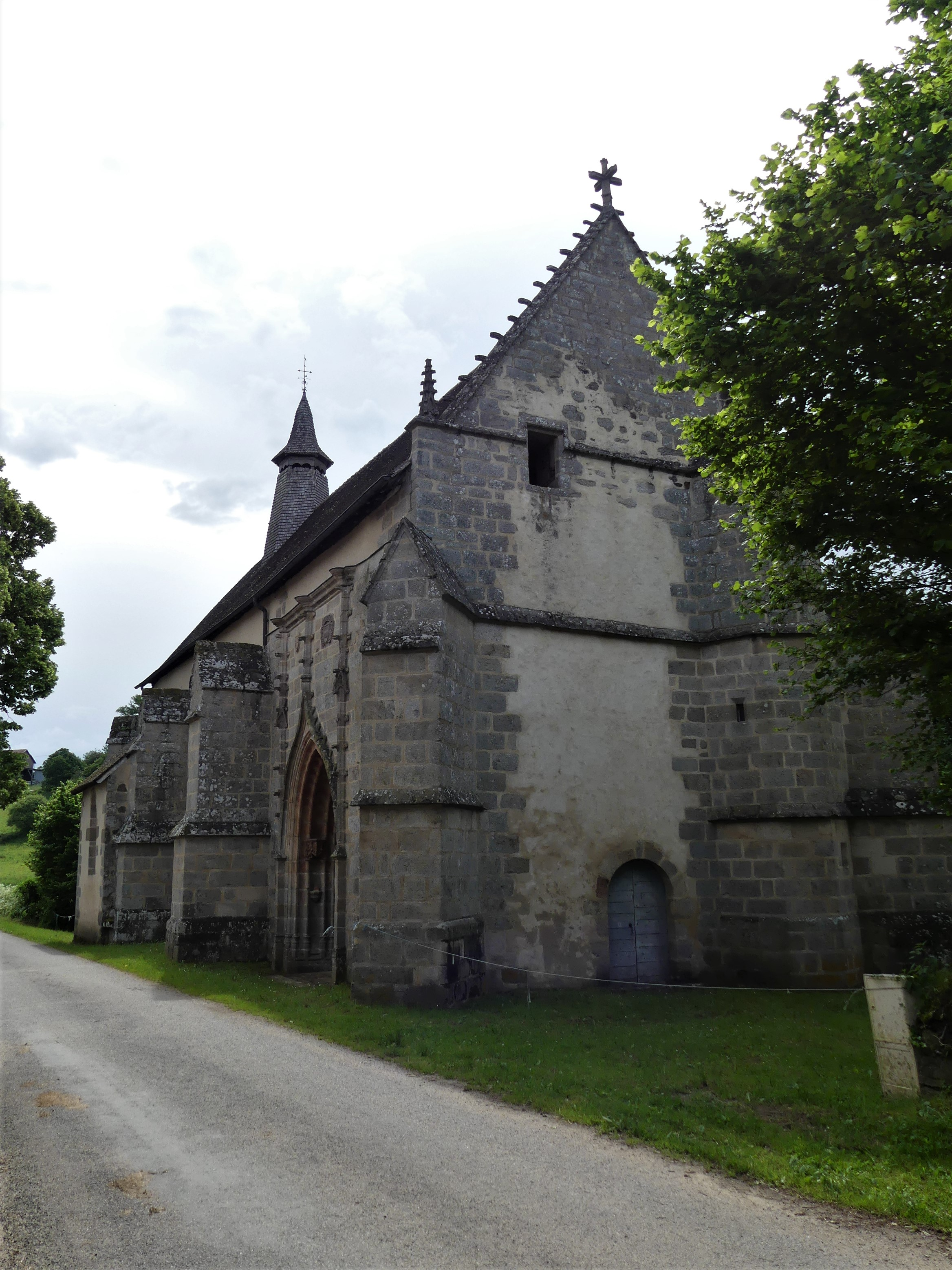
La chapelle Notre-Dame de la Borne.
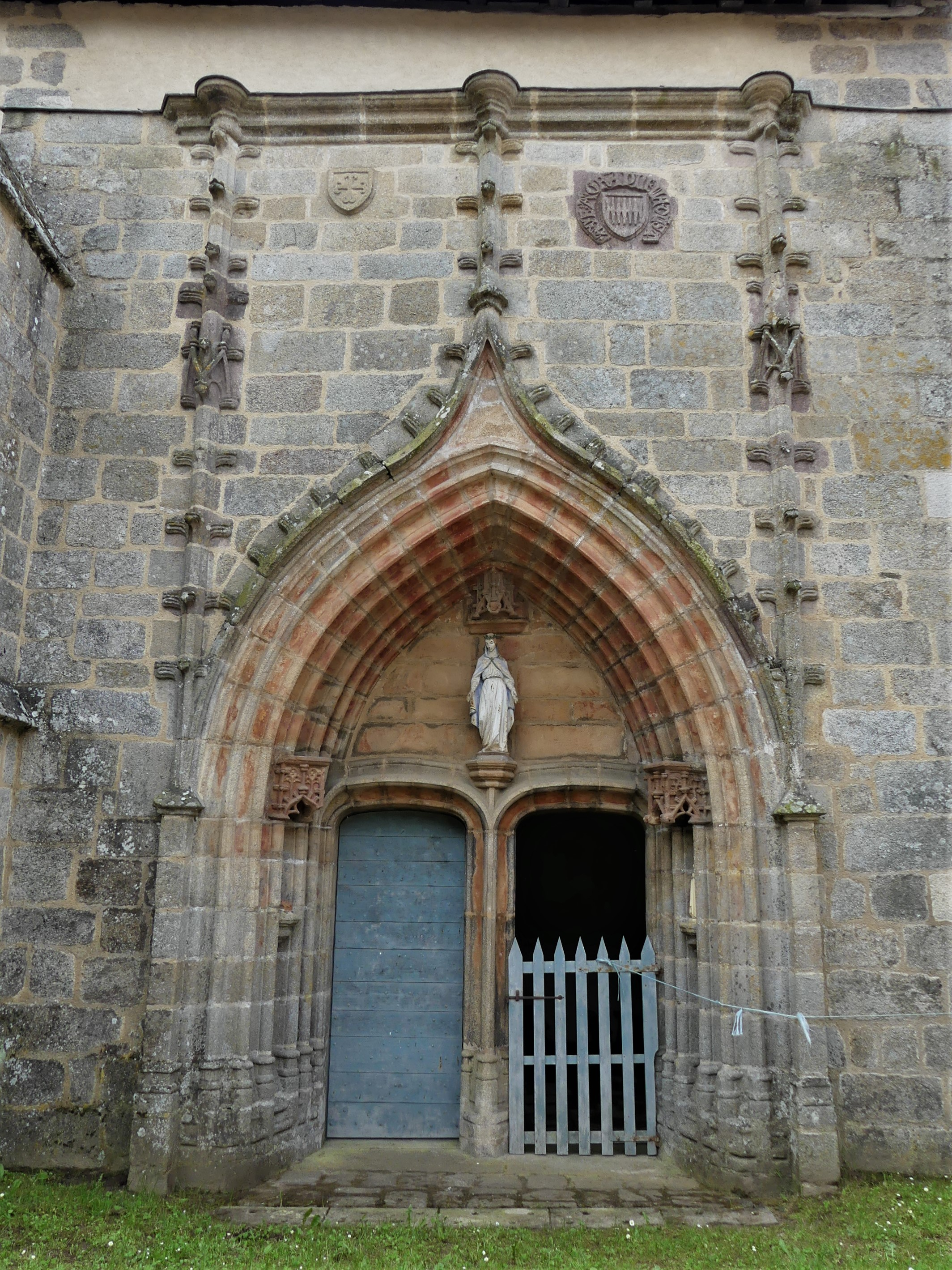
Son portail nord.
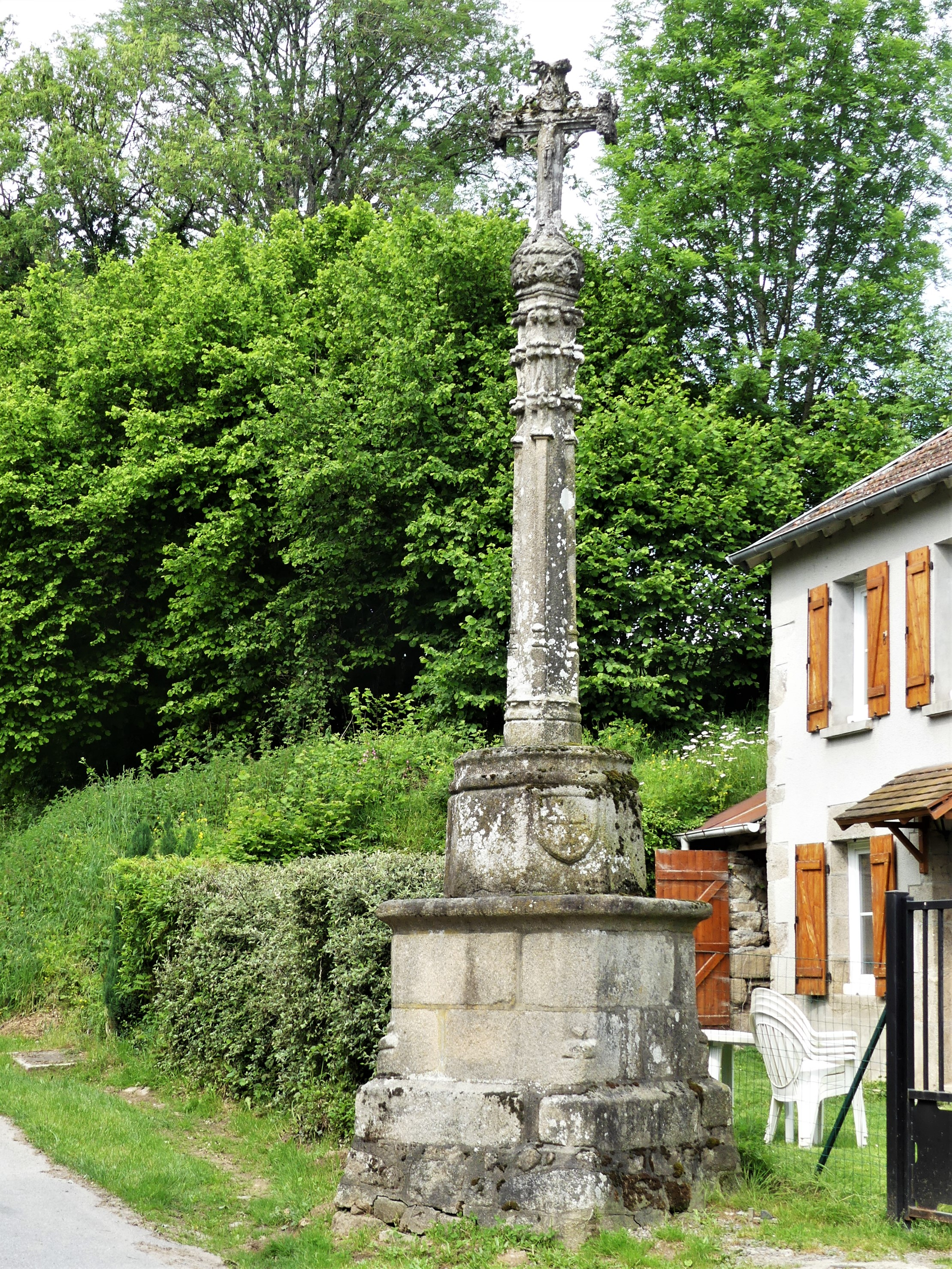
La croix de carrefour du XVIe siècle.